# 16-я танковая дивизия (вермахт)
16-я танковая дивизия (нем. 16. Panzer-Division) — тактическое соединение сухопутных войск вооружённых сил нацистской Германии. Принимала участие во Второй мировой войне.

## История формирования
Дивизия была образована осенью 1940 года, когда Гитлер захотел увеличить количество танковых дивизий. Для создания 16-й танковой из состава 1-й танковой дивизии был выделен 2-й танковый полк, а из 16-й моторизованной — несколько мобильных подразделений.

16-я танковая дивизия жила по традициям старой прусской армии. 2-й танковый полк, находившийся в авангарде наступающей на Сталинград дивизии, был образован из лейб-гвардии кирасирского полка. В нём служило так много представителей аристократии, что в этом соединении практически ни к кому не обращались по званиям. Один из танкистов, служивший в этом полку, вспоминал:
«Вместо обращения „герр гауптманн“ или „герр лейтенант“ у нас звучало „Ваше сиятельство“ или „Ваша светлость“. Во время Польской и Французской кампаний этот полк понёс крайне незначительные потери, поэтому к началу войны с Россией существовавшее положение дел практически не изменилось.— Энтони Бивор. Сталинград
Во время кампании на Балканах 16-я танковая дивизия находилась в Румынии для ответа на возможное нападение Советского Союза.
На 22 июня 1941 года 16-я танковая дивизия (в резерве) с танковым полком двухбатальонного состава (147 танков по штату) входила в состав 1-й танковой группы (командующий Эвальд фон Клейст) группы армий «Юг». Во время операции «Барбаросса» дивизия наступала на южном направлении в составе 1-й танковой армии.

#### Бои в Донбассе
Летом 1942 года вошла в состав 14-го танкового корпуса 6-й армии, наступавшей на Сталинград. Участвовала в боях в излучине Дона против 64-й армии. 23 августа, совершив стремительный бросок от плацдарма на левом берегу Дона, первой вышла к западной окраине Сталинграда, пос. Спартановка. После того как командующий 14-м корпусом  Густав фон Витерсхайм отказался вести танки в развалины Сталинграда, Гитлер назначил на его место командира 16-й танковой Ганса Хубе. В ходе Сталинградской битвы попала в окружение и разделила судьбу всей 6-й армии.
Новая 16-я танковая дивизия создавалась на западе Франции, в Бретани, на базе 890-го пехотного полка. В мае 1943 года дивизия вновь функционировала, и была направлена в южную Италию, до конца года противостояла десанту союзников.
После переформирования в Польше и включения в 16-танковую дивизию учебной дивизии из Ютербога, дивизия вернулась на фронт. Под ударами Красной армии дивизия разделилась, часть сдалась в апреле под Брно американцам, а остатки сдались Советской Армии также в Чехии.

## Командиры
- генерал-майор Ханс-Валентин Хубе (1 ноября 1940 — 15 сентября 1942)
- генерал-лейтенант Гюнтер Ангерн (15 сентября 1942 — 2 февраля 1943)
- генерал-майор Бурхард Мюллер-Хиллебранд (2 февраля 1943 — 4 мая 1943)
- генерал-майор Рудольф Зиккениус[нем.] (5 мая 1943 — 1 ноября 1943)
- генерал-майор Франц-Ульрих Бак (1 ноября 1943 — 11 августа 1944)
- генерал-лейтенант Дитрих фон Мюллер (12 августа 1944 — 31 марта 1945)
- полковник Альбрехт Ашоф (1 апреля 1945 — 18 апреля 1945)
- полковник Курт Тройхаупт (19 апреля 1945 — май 1945)

## Организация

### Апрель 1941-го
- 2-й танковый полк
- 16-я моторизованная бригада
  - 64-й моторизованный полк
  - 79-й моторизованный полк
- 16-й мотоциклетный батальон
- 16-й противотанковый артиллерийский батальон
- 16-й разведывательный батальон
- 16-й артиллерийский полк
- 16-й батальон связи
- 16-й сапёрный батальон

### Июль 1942
- 2-й танковый полк
  - танковый батальон I (штабная, две лёгкие танковые роты и рота средних танков)
  - танковый батальон II (штабная, две лёгкие танковые роты и рота средних танков)
  - танковый батальон III (штабная, две лёгкие танковые роты и рота средних танков)
- 64-й моторизованный полк
  - моторизованный батальон I
  - моторизованный батальон II
- 79-й моторизованный полк
  - моторизованный батальон I
  - моторизованный батальон II
- 16-й артиллерийский полк
  - артиллерийский дивизион I
  - артиллерийский дивизион II
  - артиллерийский дивизион III
- 16-й мотоциклетный батальон
- 16-й противотанковый дивизион
- 16-й разведывательный батальон
- 16-й моторизованный сапёрный батальон
- 16-й батальон связи
- 16-й дивизионный отряд снабжения

### Апрель 1944-го
- 2-й танковый полк
- 64-й моторизованный полк
- 79-й моторизованный полк
- 16-й артиллерийский полк
- 16-й противотанковый артиллерийский батальон
- 274-й зенитный артиллерийский батальон
- 16-й разведывательный батальон
- 16-й сапёрный батальон
- 16-й батальон связи

## Награждённые Рыцарским крестом Железного креста

### Рыцарский Крест Железного креста (31)
- Ханс-Валентин Хубе, 01.08.1941 – генерал-майор, командир 16-й танковой дивизии
- Гиацинт граф Штрахвиц фон Гросс-Цаухе унд Камминец, 25.08.1941 – майор резерва, командир 1-го батальона 2-го танкового полка
- Рудольф Зикениус, 17.09.1941 – оберстлейтенант, командир 2-го танкового полка
- Эрнст Зандер, 13.10.1941 – обер-фельдфебель, командир взвода 7-й роты 79-го стрелкового полка
- Отто Фондерманн, 13.10.1941 – капитан, командир 2-го батальона 79-го стрелкового полка
- Герхард Петер, 15.11.1941 – обер-лейтенант, командир 3-й роты 16-го сапёрного батальона
- Альфред Мюс, 31.12.1941 – обер-лейтенант, командир 8-й роты 64-го стрелкового полка
- Хеннинг фон Вицлебен, 06.02.1942 – майор, командир 16-го разведывательного батальона
- Клаус Мюллер, 07.10.1942 – обер-лейтенант, командир 6-й роты 2-го танкового полка
- Фридрих-Аугуст граф фон Брюль, 03.11.1942 – капитан резерва, командир 8-й роты 2-го танкового полка
- Зигфрид Герке, 02.12.1942 – лейтенант резерва, командир взвода 3-й роты 16-го сапёрного батальона
- Вильгельм Гюнтер, 18.12.1942 – фельдфебель, командир взвода 8-й роты 2-го танкового полка
- Армин Эрдманн, 03.01.1943 – обер-лейтенант, командир 6-й роты 79-го моторизованного полка
- Герман Дорманн, 04.01.1943 – капитан, командир 2-го батальона 64-го моторизованного полка
- Генрих Дёрнеманн, 28.11.1943 – майор, командир 16-го разведывательного батальона
- Густав Майеркорд, 09.12.1943 – обер-лейтенант резерва, командир 3-й роты 64-го моторизованного полка
- Карл Грос, 14.12.1943 – обер-фельдфебель, командир взвода 1-й роты 2-го танкового полка
- Берн фон Бэр, 13.01.1944 – оберстлейтенант Генерального штаба, начальник оперативного отдела штаба 16-й танковой дивизии
- Хельмут Кауэрманн, 20.03.1944 – обер-фельдфебель, командир взвода 7-й роты 2-го танкового полка
- Ганс Ноймайер, 06.04.1944 – фельдфебель, командир взвода 2-й роты 64-го моторизованного полка
- Иоахим Хессе, 06.04.1944 – полковник, командир 64-го моторизованного полка
- Зигфрид Шиллер, 06.04.1944 – капитан, командир 16-го разведывательного батальона
- Дитрих тер Юнг, 04.05.1944 – обер-лейтенант резерва, командир 2-го батальона 79-го моторизованного полка
- Герберт Дюппенбекер, 04.10.1944 – капитан, командир 1-го батальона 79-го моторизованного полка
- Герман Дайзенбергер, 20.10.1944 – майор, командир 2-го дивизиона 16-го артиллерийского полка
- Ханнибал фон Люттихау, 16.01.1945 – капитан, командир 2-го батальона 2-го танкового полка
- Хайнц Бойтлер, 14.02.1945 – обер-лейтенант, командир 3-й роты 2-го танкового полка
- Франц Вайсс, 11.03.1945 – майор резерва, командир 3-го батальона 2-го танкового полка
- Ганс Шёнебек, 23.03.1945 – капитан, командир 1-го батальона 64-го моторизованного полка
- Рихард Зибенталер, 14.04.1945 – обер-фельдфебель, командир взвода 6-й роты 2-го танкового полка
- Рудольф Хазенпуш, 27.04.1945 – лейтенант, командир колонны мостоукладчиков 16-го сапёрного батальона (награждение не подтверждено)

### Рыцарский Крест Железного креста с Дубовыми листьями (3)
- Ханс-Валентин Хубе (№ 62), 16.01.1942 – генерал-майор, командир 16-й танковой дивизии
- Гиацинт граф Штрахвиц фон Гросс-Цаухе унд Камминец (№ 144), 13.11.1942 – оберстлейтенант резерва, командир 1-го батальона 2-го танкового полка
- Георг Грюнер (№ 436), 26.03.1944 – капитан, командир 1-го батальона 2-го танкового полка

### Рыцарский Крест Железного креста с Дубовыми листьями и Мечами
- Дитрих фон Мюллер (№ 134), 20.02.1945 – генерал-майор, командир 16-й танковой дивизии